# Woburn (Bedfordshire)
Woburn è un paese della contea del Bedfordshire, in Inghilterra.
Si trova a circa 5 miglia (8 km) a sud-est del centro di Milton Keynes, e circa 3 miglia (4,8 km) a sud dello svincolo 13 della M1 ed è un'attrazione turistica.

## Storia
È meglio conosciuta come la posizione di Woburn Abbey (una casa signorile), fondata dai monaci cistercensi nel 1145 e concesso al primo conte di Bedford nel 1538, dopo lo scioglimento dei monasteri, e Woburn Safari Park. Il paese, durante il medioevo, era chiamato "Woburne chapell", al fine di distinguerla dalla abbazia. Woburn è stata bruciata e ricostruita tre volte. Un incendio si diffuse a causa della prevalenza di tetti di paglia e le case costruite vicino. Poi, durante la guerra civile inglese, i cavalieri bruciarono gran parte del paese e nel 1724 un terzo incendio distrusse gran parte della città, che è stata ricostruita in stile georgiano che persiste oggi.
Nel corso del XIX secolo, Woburn era una tappa importante in una rete di coaching a livello nazionale. La città aveva 27 locande e il primo ufficio postale 24 ore al di fuori di Londra. Tuttavia, senza una stazione ferroviaria, l'importanza di Woburn per la sua posizione strategica è diminuita. La popolazione è scesa da 2100 a 1851-700 circa un secolo dopo.

## Turismo
Woburn è un villaggio residenziale e di attrazione turistica. Oltre a Woburn Abbey e "Woburn Safari Park", i turisti possono visitare il centro di stile georgiano e il Woburn Heritage Centre, museo di storia locale. Woburn ospita il popolare Oyster Festival, il primo fine settimana di settembre di ogni anno, che attira migliaia di visitatori. Ogni aprile la galleria d'arte locale organizza la 'Beat Art' per la promozione di arte originale locale. Per i mesi estivi il paese dispone di strutture che includono una piscina esterna riscaldata aperta, il Village Hall, St. Mary's Church e Woburn Lower School.
Woburn Abbey ha anche ospitato molti concerti all'aperto di musica dal vivo tra cui Dire Straits, Elton John e Neil Diamond.